# Britanniahütte
De Britanniahütte is een berghut van de Schweizer Alpen-Club (SAC) Section Genève in het kanton Wallis, gelegen enkele tientallen meters onder de top van de Klein Allalin (3.069 m boven zeeniveau). De hut ligt op de Hinter Alladin bergkam, ten noordoosten van de Allalinhorn, waar de Allalingroep wordt gerekend als een deel van het gebergte van de Mischabelgroep. De hut ligt op een hoogte van 3.030 meter op het grondgebied van de gemeente Saas-Almagell. 
Met 9.697 overnachtingen in 2008 was de Britanniahütte dat jaar de meest bezochte berghut van de 153 hutten van de Schweizer Alpen-Club. De geboekte overnachtingen schommelen, maar de hut behoort elk jaar tot de meest benutte van de berghutten. In 2022 en 2023 overnachtten 7.064 respectievelijk 7.639 in 2023 alpinisten in de hut.

## Geschiedenis
De eerste hut op de site werd in 1912 opgetrokken. Het houten gebouw werd gerealiseerd met financiering door de Britse leden van de Schweizer Alpen-Club voor 20.000 Zwitserse frank. In het gebouw waren 34 slaapplaatsen. Het bouwwerk werd in 1928 vergroot in westelijke richting met een aanbouw met breukstenen. Een jaar later werd ook de houten hut langs de buitenzijde voorzien van stenen muren. In 1929 bood de berghut al slaapplaats aan 84 personen. 
In 1951 werd een bijkomende verdieping in gebruik genomen, en een noordelijke vleugel toegevoegd. Op 25 april 1996 verleende het kanton Wallis de bouwvergunning voor de totale renovatie van de Britanniahütte. Het bouwwerk kreeg vier niveaus, een nieuw dak en werd in volume uitgebreid. In 1997 kon de berghut 134 bedden bieden, met drie eetzalen, sanitaire en technische voorzieningen met een watertank van 16.000 l. Op 3 maart 2017 werden de eerste slaapzalen omgebouwd tot kleinere, comfortabelere slaapzalen om zo in te spelen op de verwachtingen van de klanten. Het aantal bedden werd teruggebracht tot 101 slaapplaatsen. In september 2022 volgde terug een gedeeltelijke renovatie, met vooral aandacht voor de optimalisatie naar energie-efficiëntie. Driedubbele beglazing, een houtkachel, een waterzuiveringsinstallatie met een nieuw waterreservoir en een nieuw terras werden gerealiseerd.

## Bereikbaarheid
De eenvoudigste route naar de hut is niet vanuit Saas-Almagell maar vanuit buurgemeente Saas-Fee waar vanuit het bergstation van de kabelbaan Felskinnbahn op 2.989 m hoogte de hut kan bereikt worden via de Egginerjoch en langs de Chessjengletsjer. De afstand in vogelvlucht van de Felskinn tot de hut is minder dan 2 km. De tocht duurt een uur en een kwart.
De klim vanuit Saas-Almagell op de flanken van de Mittaghorn en de Egginer over Zer Meiggeru en Mälliegge vergt 4 uur voor ervaren klimmers.

### Andere hutten
- over de Adlerpass naar Berghaus Flue of de Monte-Rosa-Hütte
- over de Feegletscher naar de Mischabeljochbiwak of de Längfluehhütte
- over de Allalinpass naar de Täschhütte

### Bergbeklimmingen
- Strahlhorn, 4.190 m boven zeeniveau (5 uur)
- Adlerhorn, 3.988 m boven zeeniveau
- Allalinhorn, 4.027 m boven zeeniveau (3,5 uur)
- Alphubel, 4.206 m boven zeeniveau (7 uur, over Allalinhorn en Hohlaubgrat)

. 